# 遠賀タクシー
株式会社遠賀タクシー（おんがタクシー）は、福岡県遠賀郡遠賀町に本社を置いていたタクシー事業者。

## 概要
ハイヤーで独自の料金システム「ZOC」を採用していた。2013年1月に営業区域外で営業していたとして、九州運輸局から事業許可取り消し処分を受けたが、遠賀タクシーはこれを不服として事業許可取り消し処分の取り消しを提訴し、事業許可取り消し処分の取り消しは受けたが、以降の業績は悪化。
福岡地裁小倉支部に民事再生法の適用を2018年1月31日に申請、保全命令を受けたが、2020年5月1日に、福岡地裁小倉支部より「再生計画が遂行される見込みがない」として再生手続廃止の決定を受けた。同年6月4日に福岡地裁小倉支部より破産手続開始決定を受けた。
遠賀タクシーは2021年3月31日に法人格が消滅した。

## ZOC

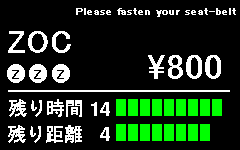
ZOCのメーター表示例

同社が導入していた新料金システムZOCはZone Controller Cabの略で、ゾックと読む。初乗り1000円で、6km走行または15分経過のいずれか早い時点ごとに1000円が加算される距離制・時間制併用型となっていた。メーターの表示画面とアラームで料金加算のタイミングを乗客が事前に知ることができ、深夜早朝割増や迎車料金はないが身体障害者手帳の提示により1割引の福祉割引が受けられていた。同地域の他社は初乗り1.6kmまで650円、以降330mごとに80円加算する運賃体系であり、乗車距離が2kmを超えるとほとんどの場合他社より安くなっていた。2代目社長の木原圭介が発案、タクシーでの実施を目指したが、他社との兼ね合いなどの理由によりハイヤー限定で申請。2008年3月26日に国土交通省九州運輸局より1年間限定で運賃の認可を受けたが、経済産業省によるメーターの認可が難航し、実際に新料金で運行を開始したのは2009年2月下旬となった。運賃認可の延長は認められず、遠賀タクシーは認可が切れた2009年3月26日以降も運行を続けていると報じられていたが、2011年1月に運賃申請が認められた。

## コミュニティバス（撤退）
岡垣町のコミュニティバスである、岡垣町コミュニティバス「ふれあい」の一部路線をコミュニティバス開始当初より運行していたが、現在は運行事業者からは外れている。
コミュニティバスを名乗っているが、遠賀タクシーが運行していた車両は10人乗りジャンボタクシーであり、乗合バスではなく乗合タクシーに該当する。

## テレビ番組
- 日経スペシャル ガイアの夜明け タクシーサバイバル～大不況時代を走り抜け～（2009年4月7日、テレビ東京）[7] - 「ZOC」を取材。